# International Karate Association
L'International Karate Association, Inc. (Kokusai Karatedo Kyokai) est une organisation d'arts martiaux enregistrée à Tokyo en 1953. Le premier but de l'IKA est la promotion du karaté, et spécifiquement le style Gosoku Ryu fondé par Soke Kubota Takayuki qui a été président de l'IKA.